# Син Мина
Син Мина́ (кор. 신민아, род. 5 апреля 1984 года) — южнокорейская актриса, певица и модель. Известна по ролям в телесериалах «Любовь, которая убивает», «Моя девушка — кумихо», «Аран и магистрат», «О, моя Венера!», «Завтра с тобой» и «Приморская деревня Ча-ча-ча».

## Биография
Cин Мина родилась 5 апреля 1984 года в Соннаме, провинция Кёнгидо, Республика Корея. Является третьим ребёнком в семье. У неё есть старшая сестра и старший брат.

## Карьера
Свою карьеру Мина начала в качестве модели. В 1998 году будучи в средней школе Мина вместе со своими друзьями сфотографировались на пикнике, после чего фотографии были отправлены в молодёжный журнал KiKi («키키»). По этой фотографии она была выбрана в качестве модели для журнала.
В 2001 году состоялся её актёрский дебют. Актриса привлекла внимание своими дебютными ролями в комедии «Вулканический удар» и романтической мелодраме «Мадлен». Вслед за этим Мина сыграла второстепенную роль в кинокартине «Горечь и сладость», где её коллегой по съемочной площадке стал Ли Бён Хон, и ряд главных: в драме «Любовь, которая убивает» вместе с Рейном, романтической комедии «Красавица и чудовище» с Рю Сын Бомом и триллере «Дьявол» вместе с Ом Тхэ Уном и Чу Чжи Хуном. Но наибольшую популярность ей принесли дорамы как «Моя девушка − Кумихо» с коллегой Ли Сын Ги, «Аран и магистрат» с Ли Чжун Ги и в дораме «О, моя Венера» с Со Чжи Сопом.
Помимо актёрской деятельности Мина успешна и в других областях. В 2008 году в эфир кабельного канала O’live вышла её передача о путешествиях. А через год была опубликована книга «Французский дневник Син Мина». Актриса также проявляет себя в качестве певицы, выпуская синглы и записывая саундтреки. Кроме того, в настоящее время Мин А является одной из самых востребованных и высокооплачиваемых моделей Республики Корея.

## Личная жизнь
В июле 2015 года, после появления слухов о том, что Син Мина и актёр Ким Убин встречаются, их агентства подтвердили эту информацию. Мина и Убин познакомились в начале 2015 года и заинтересовались друг другом. В мае пара начала встречаться.

## Фильмография

### Фильмы
| Год  | Название                | Роль              |
| ---- | ----------------------- | ----------------- |
| 2001 | Вулканический удар      | Ю Чхэы            |
| 2003 | Мадлен                  | И Хиджин          |
| 2005 | Горько-сладкая жизнь    | Юн Хису           |
| 2005 | Грустное кино           | Ан Суын           |
| 2005 | Красавица и чудовище    | Чан Хэджу         |
| 2007 | Моя могучая принцесса   | Кан Сохви / Оксун |
| 2008 | Вперёд, семидесятые     | Мими              |
| 2009 | Неприкрытая кухня       | Ан Морэ           |
| 2009 | Сестры на дороге        | Пак Мёнын         |
| 2009 | Миллион                 | Чо Юджин          |
| 2013 | Икс                     | Миа               |
| 2014 | Кёнджу                  | Кон Юнхи          |
| 2014 | Моя любовь, моя невеста | О Миён            |
| 2016 | Весенние мечты          | Мина (камео)      |

### Дорамы
| Год  | Название                    | Роль            | Канал       |
| ---- | --------------------------- | --------------- | ----------- |
| 2001 | Чудесные дни                | Ли Минджи       | SBS         |
| 2003 | Удар                        | Чан Юбин        | SBS         |
| 2005 | Любовь, которая убивает     | Чха Ынсок       | KBS2        |
| 2007 | Дьявол                      | Со Хеин         | KBS2        |
| 2010 | Моя девушка − кумихо        | Кумихо / Ми Хо  | SBS         |
| 2012 | Аран и Магистрат            | Аран / Ли Сорим | MBC         |
| 2015 | О, моя Венера               | Кан Джуын       | KBS2        |
| 2017 | Завтра с тобой              | Сон Марин       | tvN         |
| 2021 | Приморская деревня Ча-ча-ча | Юн Хёджин       | tvN Netflix |
| 2022 | Наш блюз                    | Мин Сона        | tvN Netflix |

### Музыкальные видео
| Год  | Песня                  | Исполнитель                                      |
| ---- | ---------------------- | ------------------------------------------------ |
| 1998 | «Sad Way»              | S#arp                                            |
| 1999 | «A Request»            | Ли Сынхван                                       |
| 1999 | «Your scent»           | Sonya                                            |
| 1999 | «Eyes Want to Travel»  | Леон Лай                                         |
| 1999 | «Love and Remembrance» | g.o.d                                            |
| 2000 | «Since You Left Me»    | g.o.d                                            |
| 2000 | «Do You Know?»         | Чо Сонмо                                         |
| 2001 | «With Coffee»          | Brown Eyes                                       |
| 2001 | «I Love You»           | Чха Тхэхён                                       |
| 2001 | «Sad Love»             | g.o.d                                            |
| 2001 | «A Fool»               | g.o.d                                            |
| 2001 | «You Just Don’t Know»  | g.o.d                                            |
| 2008 | «Summer Day»           | Ю Хиёль (feat. Син Джэпхён из дуэта Peppertones) |
| 2008 | «My Happy Day»         | Ю Хи Ёль (feat. Син Мина)                        |
| 2009 | «Miracle Blue»         | Loveholics (feat. Син Мина)                      |

## Дискография
| Год  | Песня                | Альбом                   |
| ---- | -------------------- | ------------------------ |
| 2003 | «Oppa, I Love You»   | Удар OST                 |
| 2003 | «Pray for Yoo-bin»   | Удар OST                 |
| 2008 | «My Happy Day»       | Ю Хиёль − Summer Days    |
| 2008 | «Night Train»        | Вперёд, семидесятые OST  |
| 2009 | «A Year Later»       | Неприкрытая кухня OST    |
| 2009 | «Miracle Blue»       | Loveholics − In the Air  |
| 2010 | «Sha la la»          | Моя девушка − Кумихо OST |
| 2010 | «I Can Give You All» | Моя девушка − Кумихо OST |
| 2012 | «Black Moon»         | Аран и Магистрат OST     |

## Награды и номинации
| Год  | Награда                               | Категория                                         | Номинированная работа | Результат | Ссылка |
| ---- | ------------------------------------- | ------------------------------------------------- | --------------------- | --------- | ------ |
| 2003 | SBS Drama Awards                      | Новая звезда                                      | Удар                  | Победа    |        |
| 2006 | Dior Timeless Beauty Award            | Победитель                                        | н/д                   | Победа    |        |
| 2007 | KBS Drama Awards                      | Excellence Award, Лучшая актриса мини-сериала     | Дьявол                | Номинация |        |
| 2008 | 4th University Film Festival of Korea | Лучшая женская роль второго плана                 | Вперёд, семидесятые   | Победа    |        |
| 2008 | Korean Film Awards                    | Лучшая женская роль второго плана                 | Вперёд, семидесятые   | Номинация |        |
| 2009 | Max Movie Awards                      | Лучшая актриса                                    | Вперёд, семидесятые   | Победа    |        |
| 2009 | Chunsa Film Art Awards                | Лучшая актриса                                    | Вперёд, семидесятые   | Победа    | [ 6 ]  |
| 2009 | Style Icon Awards                     | Female Fashionista                                | н/д                   | Победа    | [ 7 ]  |
| 2009 | Mnet 20's Choice Awards               | Hot Fashionista                                   | н/д                   | Победа    |        |
| 2010 | Korean Advertisers Association Awards | Good Model Award                                  | н/д                   | Победа    |        |
| 2010 | Style Icon Awards                     | Актриса Икона Стиля                               | Моя девушка − Кумихо  | Победа    |        |
| 2010 | SBS Drama Awards                      | Excellence Award, Actress in a Drama Special      | Моя девушка − Кумихо  | Победа    | [ 8 ]  |
| 2010 | SBS Drama Awards                      | Топ 10 звёзд                                      | Моя девушка − Кумихо  | Победа    | [ 8 ]  |
| 2010 | SBS Drama Awards                      | Лучшая пара с Ли Сынги                            | Моя девушка − Кумихо  | Победа    | [ 8 ]  |
| 2010 | TVCF Awards                           | Best CF Model                                     | н/д                   | Победа    |        |
| 2011 | Cosmo Beauty Awards                   | Beauty Icon of the Year                           | н/д                   | Победа    | [ 9 ]  |
| 2012 | MBC Drama Awards                      | Top Excellence Award, Лучшая актриса мини-сериала | Аран и Магистрат      | Номинация |        |
| 2012 | MBC Drama Awards                      | Лучшая пара с Ли Джунги                           | Аран и Магистрат      | Победа    |        |
| 2015 | Wildflower Film Awards                | Лучшая актриса                                    | Кёнджу                | Номинация |        |
| 2015 | Wildflower Film Awards                | Специальный приз жюри                             | Кёнджу                | Победа    | [ 10 ] |
| 2015 | Baeksang Arts Awards                  | Лучшая актриса                                    | Кёнджу                | Номинация |        |
| 2015 | Baeksang Arts Awards                  | InStyle Fashionista Award                         | н/д                   | Победа    | [ 11 ] |
| 2015 | KBS Drama Awards                      | Excellence Award, Лучшая актриса мини-сериала     | О, моя Венера!        | Победа    | [ 12 ] |
| 2015 | KBS Drama Awards                      | Лучшая пара с Со Чжи Сопом                        | О, моя Венера!        | Победа    | [ 13 ] |
| 2016 | Seoul International Drama Awards      | Выдающаяся корейская актриса                      | О, моя Венера!        | Победа    | [ 14 ] |